# Làm móng tay

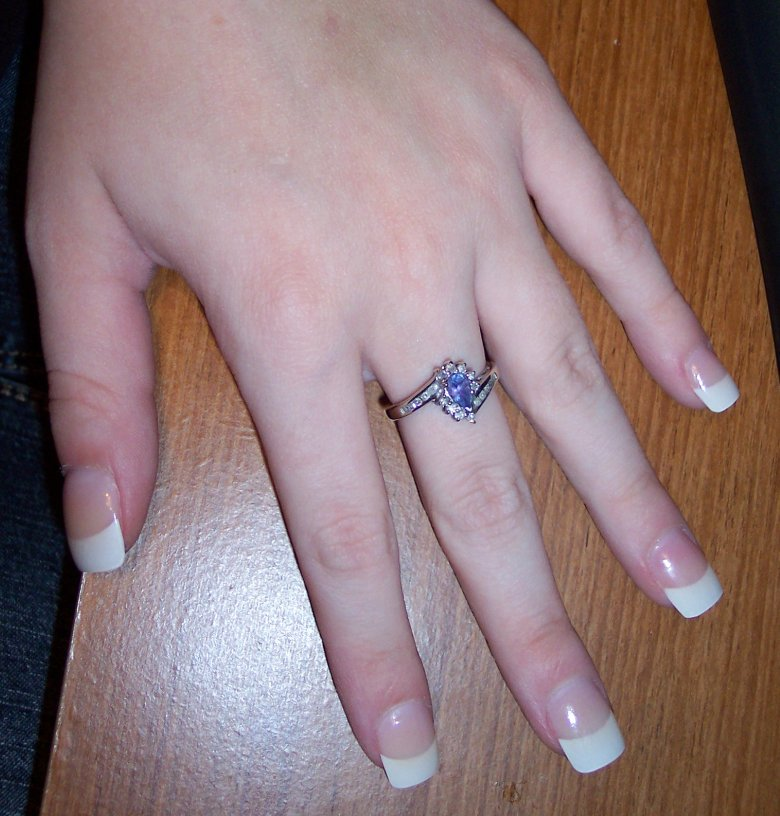
Ví dụ về nghệ thuật làm móng tay acrylic kiểu Pháp

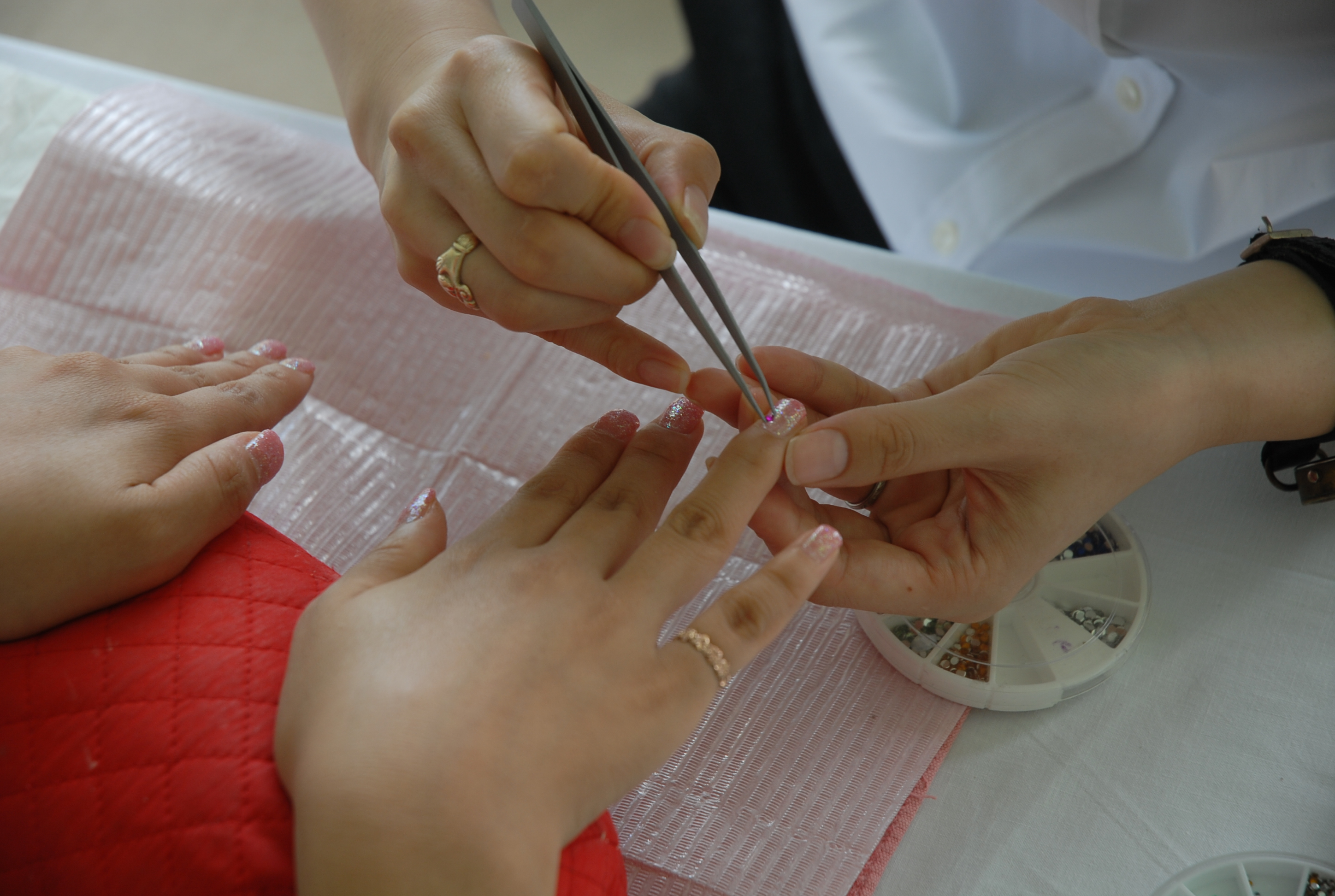
Tại một salon châu Á

Làm móng tay là một hoạt động làm đẹp cho móng tay, được thực hiện ở nhà hoặc trong tiệm làm móng. Làm móng tay bao gồm giũa và tạo hình mép cạnh, ép đẩy (với một vật ép đẩy biểu bì) và cắt (với kìm cắt biểu bì) bất kỳ mô tế bào không hoạt động (chỉ giới hạn ở lớp biểu bì và xước mang rô), điều trị, massage bàn tay và sơn móng. Khi áp dụng cho móng chân và bàn chân, phương pháp này được gọi là làm móng chân.
Một số cách làm móng có thể bao gồm vẽ hình ảnh hoặc thiết kế trên móng, hoặc gắn đề can nhỏ hoặc đồ trang sức giả. Các phương pháp làm móng khác có thể bao gồm gắn móng tay giả, thoa gel móng..., một số được gọi là làm móng tay kiểu Pháp.
Trong nhiều lĩnh vực, chuyên gia làm móng được cấp phép và tuân theo các quy định. Vì da bị nắn bóp và đôi khi được cắt tỉa, có nguy cơ truyền nhiễm trùng khi dụng cụ được sử dụng trên nhiều người; do đó, vệ sinh là một vấn đề nghiêm trọng

## Từ nguyên
Từ tiếng Anh manicure bắt ngồn từ tiếng Pháp manucure, nghĩa "chăm sóc bàn tay", từ này bắt nguồn tiếng Latin manus, dành cho "bàn tay", và cura, dành cho "chăm sóc". Tương tự, từ tiếng Anh pedicure bắt nguồn tiếng Latin ped, dành cho "bàn chân", và cura, dành cho "chăm sóc".

## Xu hướng làm móng
Sự phổ biến và độ lôi cuốn làm móng nghệ thuật đã tăng lên trong những năm gần đây nhờ vào cộng đồng trực tuyến sôi động, chia sẻ mẹo vặt, thủ thuật và thiết kế thông qua các trang web truyền thông xã hội như Facebook, Instagram, Tumblr và Pinterest.